# Chrysopogon conopsoides
Chrysopogon conopsoides là một loài ruồi trong họ Asilidae. Chrysopogon conopsoides được Fabricius miêu tả năm 1775. Loài này phân bố ở miền Australasia.